# 川崎市教育文化会館
川崎市教育文化会館（かわさきしきょういくぶんかかいかん）は、川崎市川崎区富士見2-1-3にある教育文化施設。

## 概要
1967年3月にオープン。当時の名称は川崎市産業文化会館（通称：産文＝さんぶん）で、1988年に川崎市教育文化会館（通称：教文＝きょうぶん）へ名称変更した。
主に同人誌の即売会、市民が使用するギャラリー、ホールは歌謡ショーやコンサートに適した規定であるが、音量制限が設けられており、110dbが目安となっている。
座席数は1961席で、2004年にミューザ川崎シンフォニーホールが完成するまでクラシック音楽の演奏会が行われていた。しかし、建物の老朽化と、2017年10月に川崎市体育館跡地に建設された川崎市スポーツ・文化総合センターの完成により、大ホールも役目を果たしたことから、2018年3月31日をもって閉鎖されることが決定した。大ホール以外は引き続き運営を続けるとしている。

## 交通
- JR川崎駅 東口より徒歩15分
- 京急川崎駅 中央口より徒歩13分
- 川崎鶴見臨港バス・川崎市バス 教育文化会館前停留所 徒歩すぐ